# Flughafen Tampere-Pirkkala

i7
i11
i13

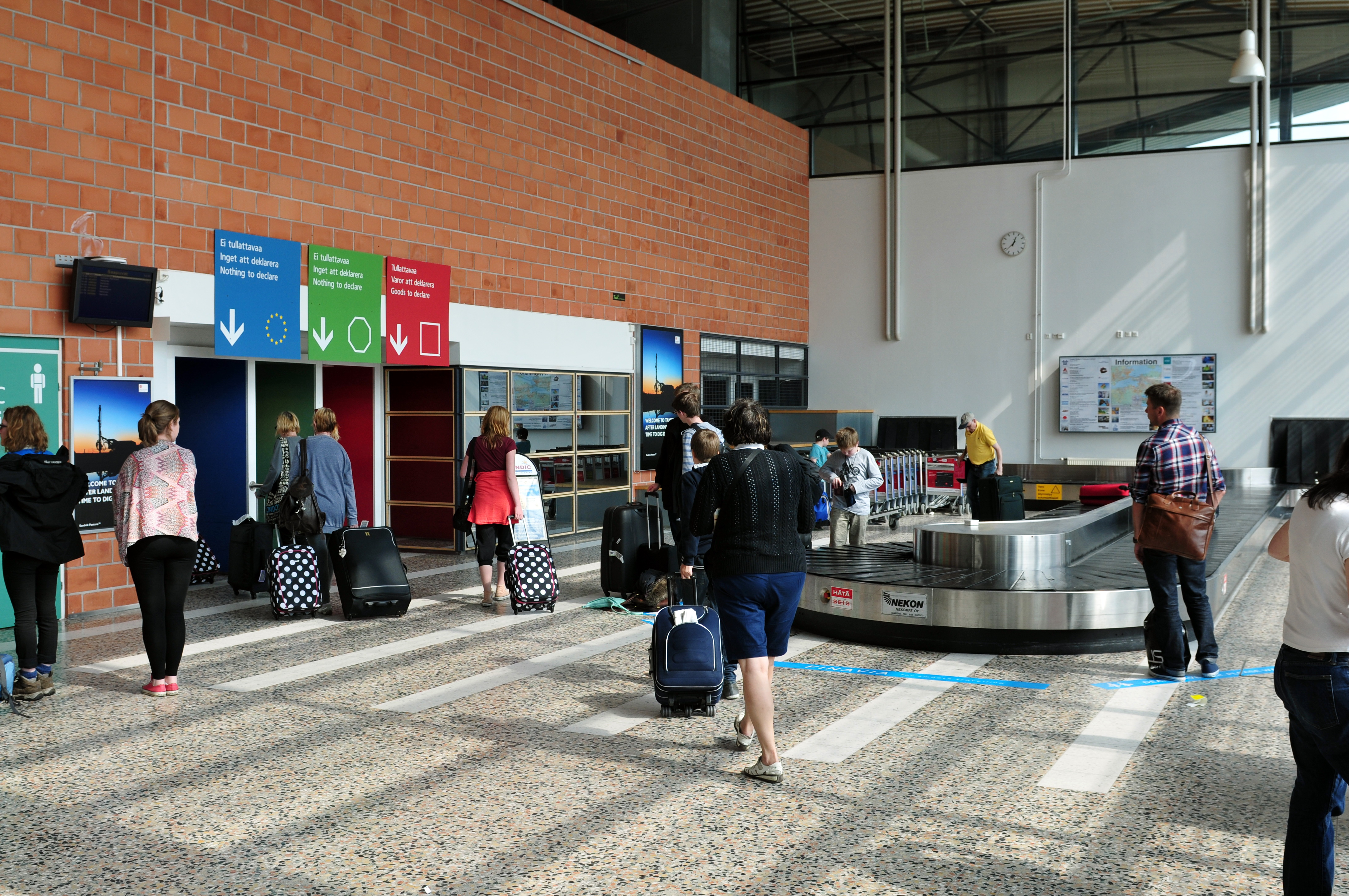
Terminal 1, Empfangshalle

Der Flughafen Tampere-Pirkkala (IATA-Code: TMP, ICAO-Code: EFTP) ist der Flughafen der finnischen Stadt Tampere. Er liegt auf dem Gebiet der Gemeinde Pirkkala, etwa 12 Kilometer südwestlich von Tampere. Gemessen an der Passagierzahl war er 2019 der neuntgrößte Flughafen in Finnland.
Neben seiner Funktion als internationaler Verkehrsflughafen ist er zugleich Militärstützpunkt. In Pirkkala sind auch die finnischen Luftstreitkräfte stationiert, die von hier aus regelmäßige Übungsflüge durchführen.
Der Flughafen bedient hauptsächlich regionale Ziele in Skandinavien und dem Baltikum sowie saisonal mit Linien- und Charterflügen Urlaubsziele im Mittelmeerraum und auf den Kanaren. In der Wintersportsaison werden auch Flughäfen im finnischen Teil Lapplands angeflogen. Weitere europäische Ziele wurden und werden von Billigfluggesellschaften angeflogen.

## Terminals
Der Flughafen Tampere besitzt zwei Terminals. Das Terminal 1 wird u. a. von Finnair, Air Baltic und SAS Scandinavian Airlines genutzt. Die Billigfluggesellschaft Ryanair nutzt das Terminal 2.

## Geschichte
Der Flughafen Tampere-Pirkkala wurde 1979 fertiggestellt als Ersatz für das frühere Flugfeld Tampere-Härmälä, das seit 1939 in Betrieb war. Das heutige Terminal 1 wurde 1996 fertiggestellt. Das alte Terminalgebäude wurde 2003 als Terminal 2 wieder in Betrieb genommen als Ryanair begann, Tampere anzufliegen. Das Terminal wurde exklusiv von Ryanair genutzt. Im Jahr 2007 wurde der neue Tower fertiggestellt.
Im Mai 2022 hat airBaltic in Tampere ihren ersten Standort außerhalb des Baltikums eröffnet.

## Passagierzahlen
Tampere-Pirkkala lag zwölf Jahre lang auf Platz zwei der finnischen Flughäfen mit den meisten internationalen Passagieren. Bei der Gesamtzahl an Passagieren lag er jedoch stets hinter dem nordfinnischen Flughafen Oulu, der ein hohes Aufkommen an Inlandspassagieren hat. (Der geringste Abstand wurde im Jahr 2009 verzeichnet als Oulu weniger als 10 % Vorsprung hatte, wobei Tampere-Pirkkala 2008 und 2009 bei der Anzahl der Landungen vor Oulu lag.) Der Abstand zum wichtigsten finnischen Flughafen Helsinki-Vantaa ist allerdings in beiden Fällen deutlich: Der Höchstwert für Helsinki-Vantaa von fast 22 Millionen Passagieren wurde im Jahr 2019 erreicht – nahezu 85 % der gesamten Flugpassagiere in Finnland. Zu dem Zeitpunkt waren die Passagierzahlen von Tampere-Pirkkala bereits viele Jahre rückläufig und unter 1 % des Gesamtaufkommens. Der Passagierrekord von Oulu stammt mit knapp 1,1 Millionen Passagieren aus dem Jahr 2018, was zu dem Zeitpunkt einem Anteil von ca. 5 % entsprach. Der starke Anstieg der internationalen Passagierzahlen ab 2003 und deren Rückgang nach 2008 ist fast ausschließlich auf die Verbindungen von Ryanair zurückzuführen, die zeitweise bis zu 13 verschiedene Ziele, u. a. Bremen und Frankfurt-Hahn, von Tampere aus anflog.
| Jahr | Passagiere Inland | Änderung ggü. Vj. | Rang | Passagiere international | Änderung ggü. Vj. | Rang | Gesamtzahl Passagiere | Änderung ggü. Vj. | Rang |
| ---- | ----------------- | ----------------- | ---- | ------------------------ | ----------------- | ---- | --------------------- | ----------------- | ---- |
| 1998 | 113.170           |                   | 13   | 81.549                   |                   | 4    | 194.719               |                   | 9    |
| 1999 | 119.283           | 5,4               | 9    | 103.746                  | 27,2              | 4    | 223.029               | 14,5              | 7    |
| 2000 | 140.817           | 18,1              | 10   | 115.561                  | 11,4              | 3    | 256.378               | 15,0              | 7    |
| 2001 | 135.175           | −4,0              | 10   | 130.875                  | 13,3              | 3    | 266.050               | 3,8               | 7    |
| 2002 | 109.747           | −18,8             | 11   | 126.525                  | −3,3              | 3    | 236.272               | −11,2             | 7    |
| 2003 | 105.543           | −3,8              | 11   | 198.482                  | 56,9              | 3    | 304.025               | 28,7              | 4    |
| 2004 | 128.250           | 21,5              | 9    | 367.642                  | 85,2              | 2    | 495.892               | 63,1              | 3    |
| 2005 | 114.669           | −10,6             | 11   | 482.433                  | 31,2              | 2    | 597.102               | 20,4              | 3    |
| 2006 | 119.432           | 4,2               | 11   | 512.578                  | 6,2               | 2    | 632.010               | 5,8               | 3    |
| 2007 | 113.713           | −4,8              | 11   | 573.998                  | 12,0              | 2    | 687.711               | 8,8               | 3    |
| 2008 | 107.954           | −5,1              | 10   | 601.402                  | 4,8               | 2    | 709.356               | 3,1               | 3    |
| 2009 | 85.372            | −20,9             | 13   | 542.733                  | −9,8              | 2    | 628.105               | −11,5             | 3    |
| 2010 | 91.312            | 7,0               | 11   | 526.085                  | −3,1              | 2    | 617.397               | −1,7              | 3    |
| 2011 | 96.625            | 5,8               | 10   | 561.005                  | 6,6               | 2    | 657.630               | 6,5               | 3    |
| 2012 | 85.738            | −11,3             | 10   | 485.001                  | −13,5             | 2    | 570.739               | −13,2             | 3    |
| 2013 | 88.268            | 3,0               | 10   | 378.403                  | −22,0             | 2    | 466.671               | −18,2             | 3    |
| 2014 | 93.313            | 5,7               | 9    | 319.296                  | −15,6             | 2    | 412.609               | −11,6             | 4    |
| 2015 | 89.938            | −3,6              | 10   | 267.144                  | −16,3             | 2    | 357.082               | −13,5             | 4    |
| 2016 | 86.278            | −4,1              | 10   | 122.652                  | −54,1             | 3    | 208.930               | −41,5             | 8    |
| 2017 | 85.844            | −0,5              | 11   | 144.180                  | 17,6              | 3    | 230.024               | 10,1              | 8    |
| 2018 | 81.705            | −4,8              | 11   | 146.391                  | 1,5               | 4    | 228.096               | −0,8              | 9    |
| 2019 | 87.006            | 6,5               | 10   | 135.384                  | −7,5              | 5    | 222.390               | −2,5              | 9    |
| 2020 | 16.736            | −80,8             | 13   | 19.214                   | −85,8             | 7    | 35.950                | −83,8             | 10   |
| 2021 | 412               | −97,5             | 18   | 7.979                    | −58,5             | 8    | 8.391                 | −76,7             | 14   |
| 2022 | 8.527             | 1.969,7           | 16   | 159.801                  | 1.902,8           | 3    | 168.328               | 1.906,1           | 6    |
| 2023 | 661               | −92,2             | 18   | 213.038                  | 33,3              | 4    | 213.699               | 27,0              | 7    |
| 2024 | 5.484             | 729,7             | 17   | 156.263                  | −26,7             | 5    | 161.747               | −24,3             | 8    |

(Rang = Platzierung im Vergleich aller finnischer Flughäfen)

## Verkehrsverbindungen
Vom Flughafen existiert eine regelmäßige öffentliche Busverbindung nach Tampere (Fahrzeit 40 Minuten) ab Terminal 1 sowie eine Charterbus-Verbindung für Ryanair-Fluggäste (Fahrzeit rund 25 Minuten) ab Terminal 2. Des Weiteren steht neben regulären Taxis auch ein Sammeltaxi-Dienst zur Verfügung. Weiterhin gibt es eine tägliche Charterbus-Verbindung nach Helsinki (Fahrtzeit etwa 2,5 Stunden).
Seit August 2021 fährt in Tampere eine neu erbaute Straßenbahn. Es gibt Überlegungen, das Liniennetz bis zum Flughafen zu erweitern. Bei den konkreten Planungen bis 2028 ist jedoch nur eine Verlängerung bis zur Gemeinde Pirkkala enthalten, deren Zentrum ca. 5 km vom Flughafen Tampere-Pirkkala entfernt ist.